# Radíkov (ort i Tjeckien, Olomouc)
Radíkov är en ort i Tjeckien. Den ligger i regionen Olomouc, i den östra delen av landet, 240 km öster om huvudstaden Prag. Radíkov ligger 511 meter över havet och antalet invånare är 137.
Terrängen runt Radíkov är kuperad åt sydväst, men åt nordost är den platt. Runt Radíkov är det ganska tätbefolkat, med 207 invånare per kvadratkilometer. Närmaste större samhälle är Hranice, 7,0 km sydost om Radíkov. Trakten runt Radíkov består till största delen av jordbruksmark.